# Abdellah Ben Youcef
Abdellah Ben Youcef (10 d'abril de 1987) és un ciclista algerià professional des del 2009. Del seu palmarès destaca el Circuit d'Asmara i el Tour del Senegal.

## Palmarès
- 2007
  - Vencedor d'una etapa al Tour de la Pharmacie Centrale
- 2012
  - 1r al Challenge Ben Guérir
- 2013
  - 1r al Circuit d'Asmara
- 2016
  - 1r al Tour del Senegal i vencedor d'una etapa
- 2017
  - 1r al Gran Premi internacional de la vila d'Alger
- 2019
  - Vencedor d'una etapa al Tour dels Aeroports
- 2022
  - Vencedor d'una etapa al Tour d'Algèria
- 2024
  - Vencedor d'una etapa al Tour del Camerun